# クエッカ
クエッカ、クエーカ、クエカ（cueca）は、ボリビア・チリ・アルゼンチンで盛んな舞曲である。6/8拍子のリズムに乗せて、男女のペアがハンカチ（pañuelo）を振りながら踊る。ペルーのサマクエカ（zamacueca、現在はマリネラと称する）を起源とする踊りで、アルゼンチンのサンバと同一系統である。

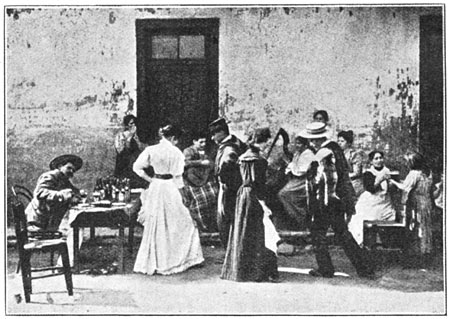
クエッカを踊る人々（1906年）

クエッカの原型となったのは、ペルーで19世紀に生まれたサマクエカ（マリネラ)である。更にたどると、スペインのホタと呼ばれる舞曲であるとする説もある。ペルーのサマクエカはじきにクエカ（クエッカ）と呼ばれるようになったが、太平洋戦争の頃に海軍兵士が広めた事もあってペルーではマリネラと呼ばれるようになった。その頃から、ボリビアとチリでは独自にクエッカが変化し、広く親しまれるようになっていった。
男女が1対1で向かい合い、右手に白いハンカチを持ち、円を描くようなステップで踊る。時折、半回転したり1回転する。また、男性がハンカチを両手で腰の後ろに持ち、女性の回りを一周する事もある。はっきりと定まったステップがあるわけではなく、曲にあわせて適当に踊られる。手をつないだり組んだりする事はあまりないが、アップテンポの曲の場合男性が女性の肩を軽く抱く事がある。この踊りは、雄鶏と雌鶏の求愛の姿を踊りにしたものだと言われる。
国ごとに構成や曲調に若干の違いがある。代表的なものは以下のとおり。

## 種類

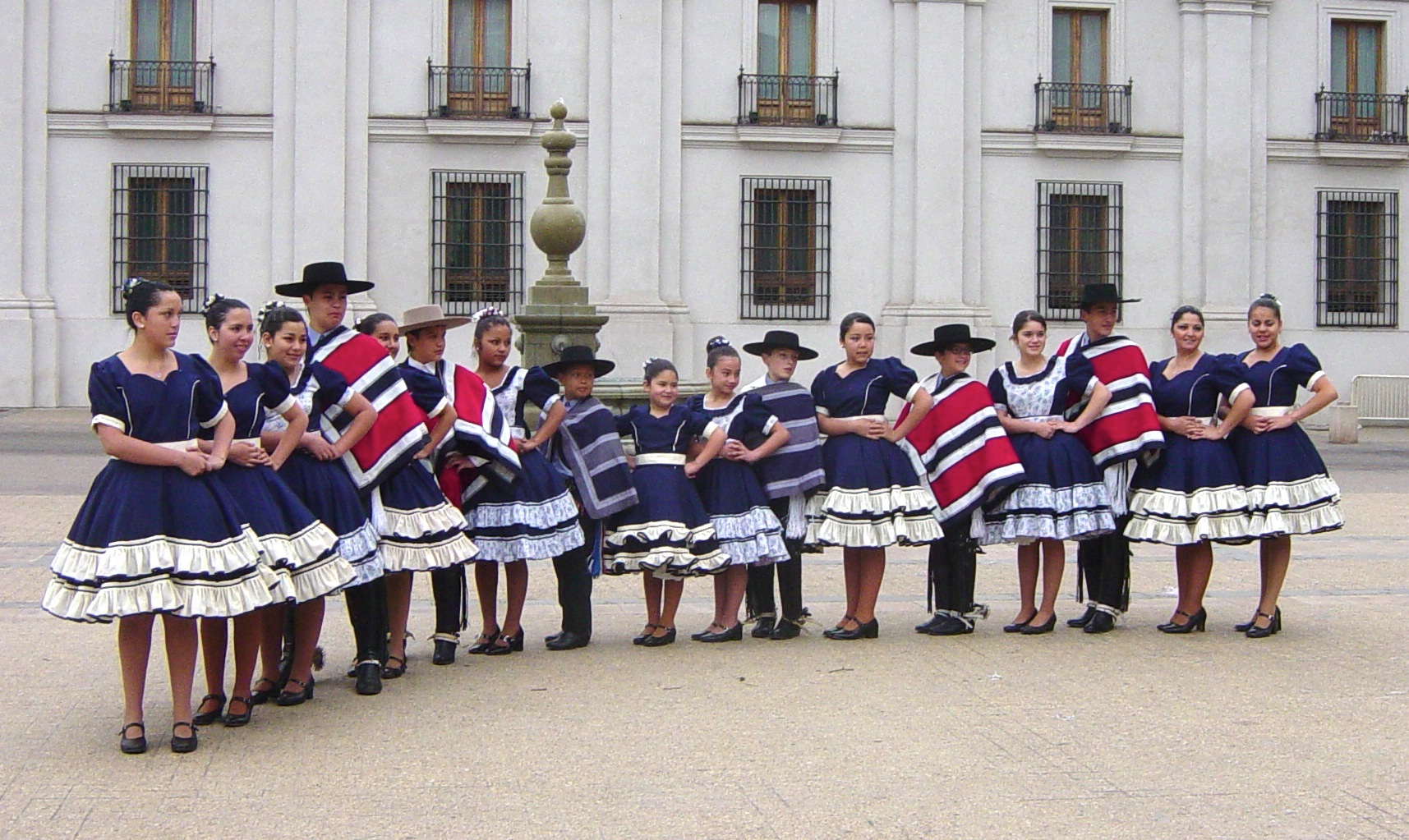
ダンスグループ（チリ、サンディエゴ）

### ボリビアのクエッカ
ペルーのプノ地方のマリネーラ (Marinera puneña) と非常に近い曲調と言われる。ボリビア国内でもいくつかの系統に分けられるが、いずれも（前奏 - テーマ - テーマ - キンバ（サビ） - テーマ）×2回という構成で演奏される。
ラパスのクエッカ・パセーニャ (Cueca paceña) 、スクレのクエッカ・チュキサケーニャ (Cueca chuquisaqueña) は比較的ゆったりとして優美なスタイル、タリハのクエッカ・タリヘーニャ (Cueca tarijeña) はアップテンポで激しいスタイルで演奏されることが多い。クエッカ・タリヘーニャはタリハ出身者の愛称であるチャパカ (chapaca) の名前を使って、クエッカ・チャパカやクエッカ・チャパキータと呼ばれることも多い。
ボリビアでは、披露宴などの祝い事の際の他、友人たちが集まるちょっとしたパーティの席でもクエッカがよく踊られる。このため、パーティーには白いハンカチを持ってゆくことが多い。ただし、近年は若者の間ではロックやサルサの方が主流であり、クエッカが踊られることは少ない。
特に『我が祖国ボリビア』は非常に人気が高く、第2の国歌であると言われることもある。サッカーの国際試合の時などには、応援団によって『我が祖国ボリビア』の大合唱が行なわれることもしばしばある（サッカー場で踊ることはほとんどないが）。

### チリのクエッカ
チリの国民的舞踊とされる。ボリビアのものと名前は同じだが曲調はより明るいものが多いと言われる。最も人気がある中部のクエッカ（Cueca de centro）の他に、北の地方にはクエッカ・ノルティーナ（Cueca nortina）は歌詞なしインストゥルメンタルだけでの踊り、南の島チロエには独自種類クエッカ・チロータ（Cueca chilota）がある。

### アルゼンチンのクエッカ
アルゼンチンには、北西部にボリビアからのクエッカ（クエッカ・ノルテーニャCueca norteña）が、西部メンドーサ周辺にチリからのクエッカ（クエッカ・クジャーナCueca cuyana）が入ってきており、曲調はそれぞれボリビアとチリのものに近い。ボリビア起源のクエッカ・ノルテーニャからはアルゼンチンの国民的な舞曲サンバが派生したと思われる。構成は、ボリビアのクエッカから最後の部分が脱落した（前奏 － テーマ － テーマ － サビ）×2回という形が多い。

## 代表的な曲
- 『我が祖国ボリビア』 Viva mi patria Bolivia（ボリビア）
- 『愛の渇き』 Sed de amor（ボリビア）
- 『貴方のもとに飛んでいきたい』 Vuela a ti（ボリビア）
- 『ファナ・アスルドゥイ』 Jana Azulduy（アルゼンチン）